# Salix gracilistyla
Salix gracilistyla là một loài thực vật có hoa trong họ Liễu. Loài này được Miq. miêu tả khoa học đầu tiên năm 1867.

## Hình ảnh

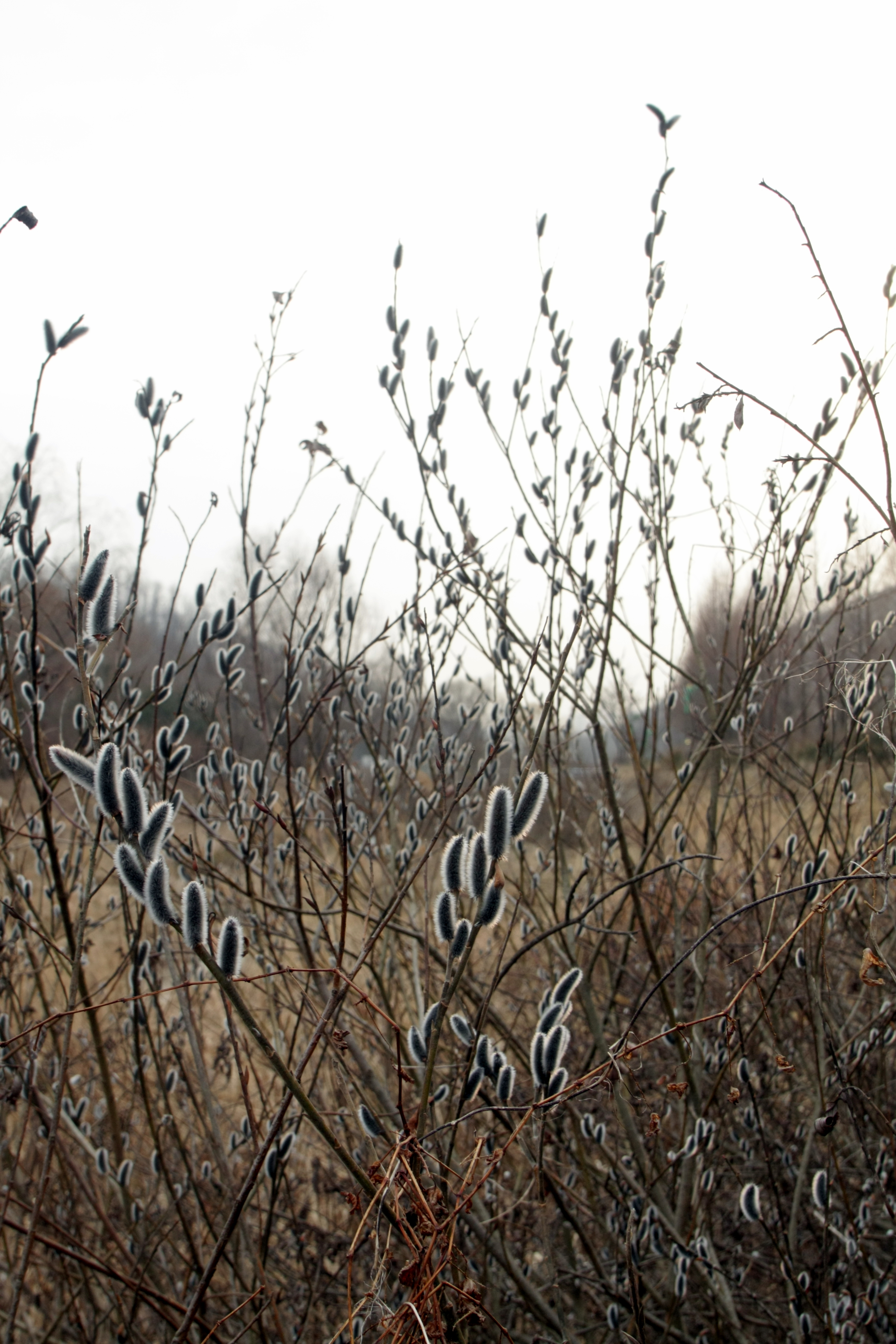
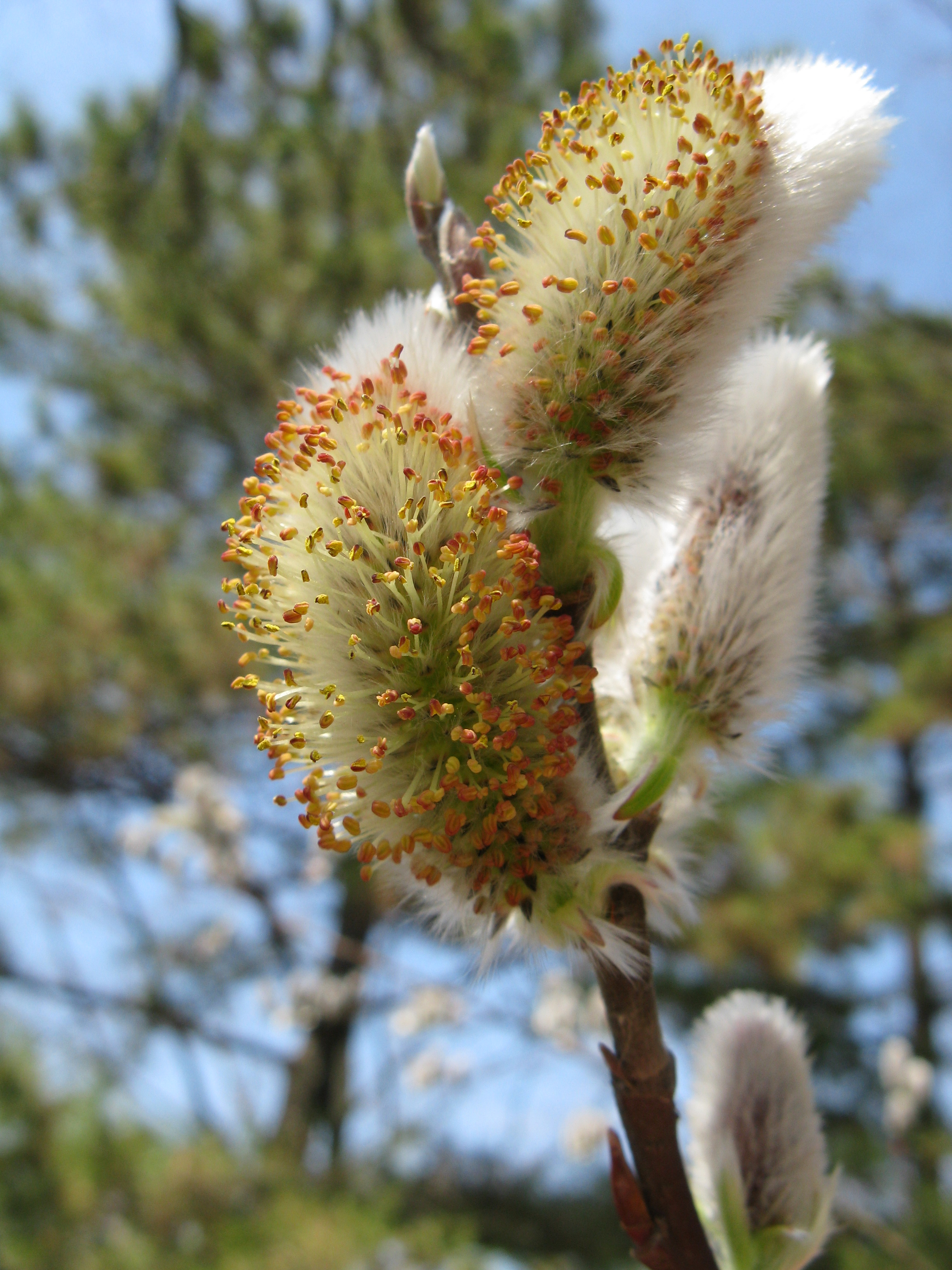
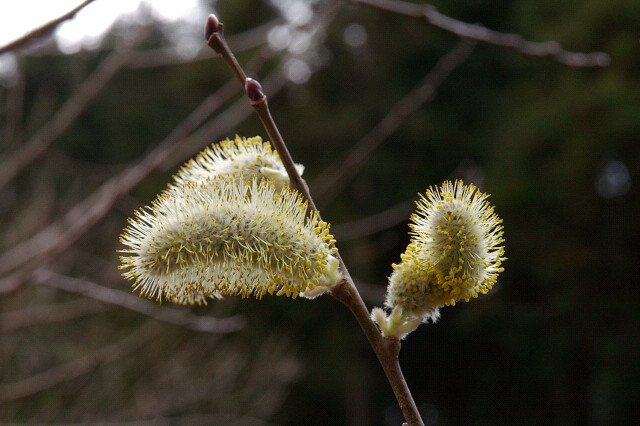
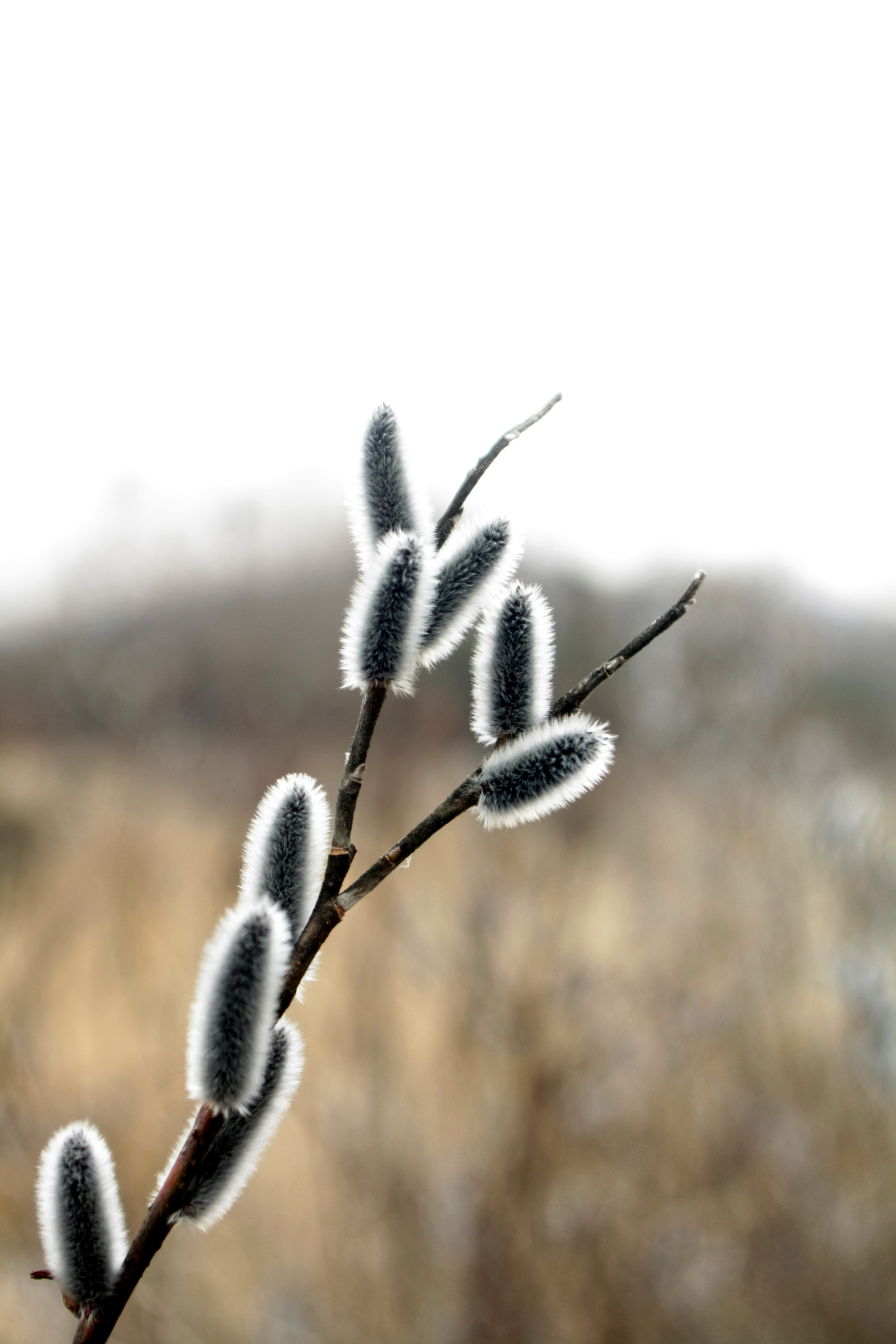